# Juan Luis Manzur
Juan Luis Manzur, né le 8 janvier 1969 à San Miguel de Tucumán, est un chirurgien et homme politique argentin.
Membre du Parti justicialiste, il devient en septembre 2021 chef du cabinet des ministres, sous la direction du président Alberto Fernández. Il a auparavant été ministre de la Santé de 2009 à 2015, et gouverneur de Province de Tucumán de 2015 à 2021.

## Jeunesse et éducation
Manzur est né à San Miguel de Tucumán d'un père catholique maronite du Liban et d'une mère argentine. Il a obtenu un diplôme de médecine de l'université de Tucumán et a effectué sa résidence à l'hôpital public Álvarez, à Buenos Aires. Manzur a ensuite obtenu une maîtrise en administration des systèmes et services de santé de l'université de Buenos Aires.

## Carrière politique
Après un passage en tant que vice-ministre de la Santé de la province de San Luis, il est nommé en 2002 secrétaire à la santé publique du district de La Matanza, une banlieue occidentale à majorité ouvrière de la capitale argentine. Recommandé par le ministre national de la Santé, Ginés González García, Manzur est nommé ministre de la Santé de Province de Tucumán par le nouveau gouverneur, José Alperovich, en 2003. Manzur supervise la santé publique dans l'une des provinces les moins développées d'Argentine. Un critère de santé publique largement utilisé, le taux de mortalité infantile, passe de 23 pour 1 000 naissances (40 % au-dessus de la moyenne nationale) en 2003 à 13 en 2006 (correspondant à la moyenne nationale),. Le taux de mortalité périnatale (mort fœtale tardive, ou d'un nourrisson de moins d'une semaine) est également tombé au cours de la même période à Tucumán de 24 à 18 pour 1 000 naissances. Ces nouvelles ont aidé Manzur à obtenir l'accord du gouverneur Alperovich pour être son colistier pour sa réélection en 2007.

### Ministre de la santé
Manzur a prêté serment le 1er Juillet, le lendemain d'une urgence de santé publique ayant été déclarée après une aggravation de l'épidémie de grippe H1N1 ( « grippe porcine »), qui avait fait jusque là 44 décès. Son mandat est ensuite axé sur l'expansion de la vaccination des enfants, la médecine préventive enfance, les soins de diagnostic contre la maladie cœliaque et le Papillomavirus humain, la santé mobile, l'accès aux greffes d'organes et les programmes de sevrage tabagique,. L'opposition de la puissante Église catholique a forcé Manzur à revenir sur les mesures prises pour la protection des droits reproductifs des femmes, annulant des propositions en 2010 qui auraient garanti l'accès à des avortements légaux.
Il a quitté son poste de ministre de la Santé en février 2015 pour revenir au poste de vice-gouverneur de Tucumán. Il s'est présenté pour succéder au gouverneur José Alperovich aux élections provinciales plus tard dans l'année. Il remporte l'élection, qui est ensuite contesté pour fraude. La justice le déclare gagnant en septembre 2015.

### Chef de cabinet
Le 20 septembre 2021, Manzur a été nommé chef du cabinet des ministres par le président Alberto Fernández en remplacement de Santiago Cafiero. La nomination de Manzur faisait partie d'un remaniement ministériel à la suite des piètres résultats du gouvernement lors des élections primaires législatives de 2021. Le vice-gouverneur Osvaldo Jaldo lui succède au poste de gouverneur de Tucumán.
 